# Kota (huyện)
Huyện Kota là một huyện thuộc bang Rajasthan, Ấn Độ. Thủ phủ huyện Kota đóng ở Kota. Huyện Kota có diện tích 5446 ki lô mét vuông. Đến thời điểm năm 2001, huyện Kota có dân số 1568580 người.